# Льядо
Льядо (кат. Lladó) — муніципалітет, розташований в Автономній області Каталонія, в Іспанії. Знаходиться у районі (кумарці) Ал Ампурда провінції Жирона, згідно з новою адміністративною реформою перебуватиме у складі Баґарії Жирона.

## Населення
Населення міста (у 2007 р.) становить 605 осіб (з них менше 14 років — 13,7 %, від 15 до 64 — 65,5 %, понад 65 років — 20,8 %). У 2006 р. народжуваність склала 6 осіб, смертність — 4 особи, зареєстровано 4 шлюби. У 2001 р. активне населення становило 226 осіб, з них безробітних — 19 осіб.

Серед осіб, які проживали на території міста у 2001 р., 465 народилися в Каталонії (з них 366 осіб у тому самому районі, або кумарці), 23 особи приїхали з інших областей Іспанії, а 19 осіб приїхало з-за кордону. 

Університетську освіту має 12,8 % усього населення. 

У 2001 р. нараховувалося 190 домогосподарств (з них 22,1 % складалися з однієї особи, 27,4 % з двох осіб,24,7 % з 3 осіб, 16,3 % з 4 осіб, 6,3 % з 5 осіб, 3,2 % з 6 осіб, 0 % з 7 осіб, 0 % з 8 осіб і 0 % з 9 і більше осіб).

Активне населення міста у 2001 р. працювало у таких сферах діяльності: у сільському господарстві — 11,6 %, у промисловості — 9,7 %, на будівництві — 17,4 % і у сфері обслуговування — 61,4 %. 

 У муніципалітеті або у власному районі (кумарці) працює 120 осіб, поза районом — 124 особи.

### Безробіття
У 2007 р. нараховувалося 13 безробітних (у 2006 р. — 15 безробітних), з них чоловіки становили 30,8 %, а жінки — 69,2 %.

## Економіка

### Підприємства міста

#### Промислові підприємства
| \| Промислові підприємства міста, за сферою діяльності \| Промислові підприємства міста, за сферою діяльності \| Промислові підприємства міста, за сферою діяльності \| \| Рік \| 2002 р. \| 2001 р. \| \| --------------------------------------------------- \| --------------------------------------------------- \| --------------------------------------------------- \| \| Енергетичні та водні ресурси \| 0 % \| 0 % \| \| Хімія та метали \| 14,3 % \| 14,3 % \| \| Переробка металів \| 14,3 % \| 14,3 % \| \| Продукти харчування \| 14,3 % \| 14,3 % \| \| Текстиль \| 0 % \| 0 % \| \| Виробництво меблів, видання \| 42,9 % \| 42,9 % \| \| Інше \| 14,3 % \| 14,3 % \| \| Усього підприємств \| 7 \| 7 \| |         |         |
| Промислові підприємства міста, за сферою діяльності |         |         |
| Рік | 2002 р. | 2001 р. |
| Енергетичні та водні ресурси | 0 %     | 0 %     |
| Хімія та метали | 14,3 %  | 14,3 %  |
| Переробка металів | 14,3 %  | 14,3 %  |
| Продукти харчування | 14,3 %  | 14,3 %  |
| Текстиль | 0 %     | 0 %     |
| Виробництво меблів, видання | 42,9 %  | 42,9 %  |
| Інше | 14,3 %  | 14,3 %  |
| Усього підприємств | 7       | 7       |

#### Роздрібна торгівля
| \| Підприємства роздрібної торгівлі міста, за сферою діяльності \| Підприємства роздрібної торгівлі міста, за сферою діяльності \| Підприємства роздрібної торгівлі міста, за сферою діяльності \| \| Рік \| 2002 р. \| 2001 р. \| \| ------------------------------------------------------------ \| ------------------------------------------------------------ \| ------------------------------------------------------------ \| \| Продукти харчування \| 83,3 % \| 100 % \| \| Одяг та взуття \| 0 % \| 0 % \| \| Товари для дому \| 0 % \| 0 % \| \| Книги та періодичні видання \| 0 % \| 0 % \| \| Промислова хімічна продукція \| 16,7 % \| 0 % \| \| Продукція, пов'язана з транспортними засобами \| 0 % \| 0 % \| \| Інше \| 0 % \| 0 % \| \| Усього підприємств \| 6 \| 4 \| |         |         |
| Підприємства роздрібної торгівлі міста, за сферою діяльності |         |         |
| Рік | 2002 р. | 2001 р. |
| Продукти харчування | 83,3 %  | 100 %   |
| Одяг та взуття | 0 %     | 0 %     |
| Товари для дому | 0 %     | 0 %     |
| Книги та періодичні видання | 0 %     | 0 %     |
| Промислова хімічна продукція | 16,7 %  | 0 %     |
| Продукція, пов'язана з транспортними засобами | 0 %     | 0 %     |
| Інше | 0 %     | 0 %     |
| Усього підприємств | 6       | 4       |

#### Сфера послуг
| \| Підприємства міста, що працюють у сфері послуг, за діяльністю \| Підприємства міста, що працюють у сфері послуг, за діяльністю \| Підприємства міста, що працюють у сфері послуг, за діяльністю \| \| Рік \| 2002 р. \| 2001 р. \| \| ------------------------------------------------------------- \| ------------------------------------------------------------- \| ------------------------------------------------------------- \| \| Гуртова торгівля \| 11,8 % \| 13,3 % \| \| Готелі та готельний бізнес \| 29,4 % \| 33,3 % \| \| Транспорт та зв'язок \| 5,9 % \| 6,7 % \| \| Посередницькі фінансові послуги \| 11,8 % \| 13,3 % \| \| Послуги підприємствам \| 0 % \| 0 % \| \| Послуги фізичним особам \| 29,4 % \| 26,7 % \| \| Нерухомість та ін. \| 11,8 % \| 6,7 % \| \| Усього підприємств \| 17 \| 15 \| |         |         |
| Підприємства міста, що працюють у сфері послуг, за діяльністю |         |         |
| Рік | 2002 р. | 2001 р. |
| Гуртова торгівля | 11,8 %  | 13,3 %  |
| Готелі та готельний бізнес | 29,4 %  | 33,3 %  |
| Транспорт та зв'язок | 5,9 %   | 6,7 %   |
| Посередницькі фінансові послуги | 11,8 %  | 13,3 %  |
| Послуги підприємствам | 0 %     | 0 %     |
| Послуги фізичним особам | 29,4 %  | 26,7 %  |
| Нерухомість та ін. | 11,8 %  | 6,7 %   |
| Усього підприємств | 17      | 15      |

## Житловий фонд
У 2001 р. 2,1 % усіх родин (домогосподарств) мали житло метражем до 59 м², 10 % — від 60 до 89 м², 40 % — від 90 до 119 м² і
47,9 % — понад 120 м².

З усіх будівель у 2001 р. 96,5 % було одноповерховими, 2,8 % — двоповерховими, 0,7 % — триповерховими, 0 % — чотириповерховими, 0 % — п'ятиповерховими, 0 % — шестиповерховими,
0 % — семиповерховими, 0 % — з вісьмома та більше поверхами.

## Автопарк
| \| Автомобілі, зареєстровані у місті, за призначенням \| Автомобілі, зареєстровані у місті, за призначенням \| Автомобілі, зареєстровані у місті, за призначенням \| \| Рік \| 2006 р. \| 2005 р. \| \| -------------------------------------------------- \| -------------------------------------------------- \| -------------------------------------------------- \| \| Приватні автомобілі \| 65 % \| 65,7 % \| \| Мотоцикли \| 9,1 % \| 8,1 % \| \| Вантажівки \| 24,7 % \| 24,3 % \| \| Трактори \| 0 % \| 0 % \| \| Автобуси та ін. \| 1,2 % \| 1,9 % \| \| Усього автомобілів \| 563 шт. \| 531 шт. \| |         |         |
| Автомобілі, зареєстровані у місті, за призначенням |         |         |
| Рік | 2006 р. | 2005 р. |
| Приватні автомобілі | 65 %    | 65,7 %  |
| Мотоцикли | 9,1 %   | 8,1 %   |
| Вантажівки | 24,7 %  | 24,3 %  |
| Трактори | 0 %     | 0 %     |
| Автобуси та ін. | 1,2 %   | 1,9 %   |
| Усього автомобілів | 563 шт. | 531 шт. |

## Вживання каталанської мови
У 2001 р. каталанську мову у місті розуміли 99 % усього населення (у 1996 р. — 99,6 %), вміли говорити нею 95 % (у 1996 р. — 96,1 %), вміли читати 92,6 % (у 1996 р. — 91,1 %), вміли писати 56,1 % (у 1996 р. — 47 %). Не розуміли каталанської мови 1 %.

## Політичні уподобання
У виборах до Парламенту Каталонії у 2006 р. взяло участь 304 особи (у 2003 р. — 316 осіб). Голоси за політичні сили розподілилися таким чином:
| \| Вибори до Парламенту Каталонії \| Вибори до Парламенту Каталонії \| Вибори до Парламенту Каталонії \| \| Рік \| 2006 р. \| 2003 р. \| \| -------------------------------------- \| ------------------------------ \| ------------------------------ \| \| Конвергенція та Єднання (CiU) \| 46,1 % \| 51,3 % \| \| Соціалістична партія Каталонії (PSC) \| 18,4 % \| 12,7 % \| \| Народна партія (PP) \| 4,6 % \| 4,7 % \| \| Ініціатива за зелену Каталонію (IC) \| 7,9 % \| 4,7 % \| \| Республіканська лівиця Каталонії (ERC) \| 21,4 % \| 25,3 % \| \| Громадянська партія (C's) \| 0 % \| 0 % \| \| Інші \| 1,6 % \| 1,3 % \| |         |         |
| Вибори до Парламенту Каталонії |         |         |
| Рік | 2006 р. | 2003 р. |
| Конвергенція та Єднання (CiU) | 46,1 %  | 51,3 %  |
| Соціалістична партія Каталонії (PSC) | 18,4 %  | 12,7 %  |
| Народна партія (PP) | 4,6 %   | 4,7 %   |
| Ініціатива за зелену Каталонію (IC) | 7,9 %   | 4,7 %   |
| Республіканська лівиця Каталонії (ERC) | 21,4 %  | 25,3 %  |
| Громадянська партія (C's) | 0 %     | 0 %     |
| Інші | 1,6 %   | 1,3 %   |

У муніципальних виборах у 2007 р. взяло участь 384 особи (у 2003 р. — 216 осіб). Голоси за політичні сили розподілилися таким чином:
| \| Муніципальні вибори \| Муніципальні вибори \| Муніципальні вибори \| \| Рік \| 2007 р. \| 2003 р. \| \| -------------------------------------- \| ------------------- \| ------------------- \| \| Конвергенція та Єднання (CiU) \| 40,6 % \| 100 % \| \| Соціалістична партія Каталонії (PSC) \| 0 % \| 0 % \| \| Народна партія (PP) \| 0 % \| 0 % \| \| Ініціатива за зелену Каталонію (IC) \| 0 % \| 0 % \| \| Республіканська лівиця Каталонії (ERC) \| 59,4 % \| 0 % \| \| Громадянська партія (C's) \| 0 % \| 0 % \| \| Інші \| 0 % \| 0 % \| |         |         |
| Муніципальні вибори |         |         |
| Рік | 2007 р. | 2003 р. |
| Конвергенція та Єднання (CiU) | 40,6 %  | 100 %   |
| Соціалістична партія Каталонії (PSC) | 0 %     | 0 %     |
| Народна партія (PP) | 0 %     | 0 %     |
| Ініціатива за зелену Каталонію (IC) | 0 %     | 0 %     |
| Республіканська лівиця Каталонії (ERC) | 59,4 %  | 0 %     |
| Громадянська партія (C's) | 0 %     | 0 %     |
| Інші | 0 %     | 0 %     |